# Inuitisk religion
Inuitisk religion er den oprindelige religion hos inuitterne, som er den oprindelige befolkning i Grønland, det nordligste Canada, det nordligste og vestligste Alaska og det nordøstlige Sibirien. Den inuitiske religion var fremherskende i disse arktiske områder før ca. år 1700, da europæerne begyndte at trænge ind i og kolonisere dem. I dag er inuitterne stort set kristne, og der er kun rester af den oprindelige religion tilbage.
Den inuitiske religion var en naturreligion og således kendetegnet ved, at udøverne af religionen var tæt forbundne med og afhængige af naturen. Inuitterne var fiskere og jægere. De var derfor meget afhængige af gode fangstforhold, såsom godt fangstvejr og mange fangstdyr. De var meget bange for misfangst (dårlig fangst).

## Et religiøst syn på naturen
Inuitternes store afhængighed af naturen afspejlede sig i deres forestillinger og riter (religiøse handlinger). De troede for eksempel, at et nedlagt dyrs sjæl kunne hævne sig på den fanger, der havde nedlagt dyret, eller at sjælen kunne hævne sig på hele bopladsen, hvis visse riter ikke blev overholdt. Dyrenes sjæle kunne i så fald blive "vrede" og "fornærmede".
Grønlænderne troede også, at "havkvinden" (en mytisk figur, havdyrenes herskerinde) kunne holde fangstdyrene (f.eks. sæler og bjørne) tilbage som en straf for en hel boplads, hvis bestemte riter ikke var blevet udført.
Grønlænderne havde således et religiøst syn på naturen. Naturbegivenhederne skete ikke tilfældigt eller ifølge nogle naturvidenskabelige lovmæssigheder. De skete som svar på menneskers handlemåde. Dårligt vejr, sygdom eller misfangst skyldtes menneskene selv. Misfangst skyldtes altid, at menneskene ikke havde overholdt en eller flere regler og således havde fornærmet dyresjæle, havkvinden eller månemanden (en mytisk figur, en personificering af månen, en beskytter af dyrene). Disse svarede så igen med en straf: Dyrene holdt sig tilbage eller blev holdt tilbage - med misfangst til følge.
Der var således ifølge inuitisk religion en åndelig lovmæssighed i naturbegivenhederne. Disse havde åndelige årsager: Bestemte åndelige væsener havde besluttet sig for at handle på bestemte måder, således at der skete bestemte naturbegivenheder. Naturbegivenhederne blev ikke forklaret ved målelige fysiske forhold, f.eks. specielle strømforhold eller specielle vindforhold, der havde fået fangstdyrene til at holde sig væk fra bopladserne.

## Dyrene
Inuitternes store afhængighed af fangstdyrene afspejlede sig i deres syn på fangstdyrene. De så dyrene som noget værdifuldt - naturligt nok, da deres eksistens næsten udelukkende var baseret på kød fra de dyr, de fangede. De havde et respektfuldt forhold til fangstdyrene, og de opfattede dyrene som lige så kloge som mennesker.
Slægtskabet mellem dyr og mennesker viste sig ved, at begge ifølge inuitterne var udstyret med en sjæl. Det var netop i kraft af, at dyrene havde en sjæl, at de kunne blive "vrede" og "fornærmede". Slægtskabet viste sig også ved, at dyr kunne forvandles til mennesker - og omvendt - og at der ifølge inuitternes fortællinger ofte var seksuelle kontakter mellem dem.
Dyr og mennesker levede i et interessefællesskab. Hver part havde en interesse i den anden part. Ifølge inuitternes tro kom dyrene frivilligt på "gæstebesøg" hos menneskene for at få eftertragtede gaver. Sælerne kom for eksempel for at få lidt ferskvand, da de var bestandigt tørstige i deres eget saltvandsmiljø. Menneskenes interesse i dyrene lå selvfølgelig i, at de skulle leve af dem. 
Menneskene havde ret til at dræbe dyrene, og dyrene accepterede af blive dræbt som gengæld for de gaver, de fik. Der var således tale om en slags "handel". Dyrene skulle dog behandles korrekt og respektfuldt. Reglerne og riterne i forbindelse med fangsten skulle overholdes. For eksempel skulle en nedlagt isbjørns hoved vendes i retning mod det sted, hvor isbjørnen boede, så dens sjæl bedre kunne finde hjem.

## Inua
Ifølge inuitterne havde alting - dyr, ting, fænomener - en inua: en indre kraft, der gjorde tingene levende og fik dem til at fungere på deres specielle måde. I kraft af denne inua var tingene levende væsener. Tingene havde følelser og vilje, og de kunne træffe beslutninger. For eksempel kunne luften blive fornærmet, hvis en af de pårørende til en nylig afdød tog en sten og kastede den. Hvis luften blev rigtig vred, ville den ramme menneskene med stormvejr eller andre naturkatastrofer.

## Sila
"Sila" er et centralt begreb hos inuitterne, men betydningen er lidt uklar. Grundbetydningen af ordet er "det, der er overalt udenfor (huset)", men det kan også oversættes med "luft", "rummet" eller "verden". Endelig kan det betyde "forstand", "fornuft" eller "klogskab". Ordet bruges endvidere om en altgennemtrængende "kraft", der tilsyneladende er den kraft, der opretholder og garanterer den kendte verdensorden. Sila minder således om begrebet logos (verdensfornuften, verdensordenen) i antikkens græske filosofi. Nogle forskere opfatter Sila som inuitternes oprindelige højeste guddom.

## Angakokken
En angakok er inuitternes udgave af shamanen (åndemaneren, den magisk-religiøse ekspert). Angakokken stod i kontakt med overnaturlige kræfter. For at komme i kontakt med disse kræfter krævedes der hjælp fra en eller flere "hjælpeånder". Disse kom han i kontakt med under en eller flere indvielsesperioder i ødemarken under sult, tørst og kulde.
Angakokken havde en vigtig position i samfundet som bindeled til den overnaturlige (transcendente) verden. I krisesituationer med sult eller sygdom var det hans opgave at løse krisen ved at udføre særlige riter og ceremonier.
En tilbagevendende begivenhed i en angakoks liv var seancen, hvor han sad bundet i en hytte i totalt mørke, mens der spilledes på tromme. De rytmiske trommelyde blev vildere og vildere og bragte angakokken i den særlige bevidsthedstilstand (trance), hvor han fik kontakt med hjælpeånderne, som han kommunikerede med på et særligt "åndesprog". Folkene inde i hytten hørte sære lyde, mens angakokken i ekstase sagdes at få en "åndeflugt" (en ud-af-kroppen-oplevelse), hvor hans sjæl kunne drage på rejser både i og udenfor "menneskets land". Under rejsen lå hans krop livløs på gulvet, undertiden "besat" af hjælpeånder, der på åndesprog fortalte folkene om hans oplevelser undervejs. Når seancen var slut, blev lamperne tændt, hvorefter den udmattede angakok kunne vende tilbage til den normale bevidsthedstilstand og berette om sine oplevelser.
Han kunne for eksempel berette, at han havde foretaget en farefuld rejse under havet eller jorden til havkvinden og havde renset hendes hår. Han kunne også berette, at han havde rejst til månemandens hus for at muge det ud for snavs. Urenhederne skyldtes menneskenes regelbrud, som angakokken hermed rettede op på. Så ville fangstdyrene igen komme til bopladserne.